# Skupljači perja
Skupljači perja é um filme de drama iugoslavo de 1967 dirigido e escrito por Aleksandar Petrović. Intitulado pela Academia de Artes e Ciências Cinematográficas como I Even Met Happy Gypsies, foi indicado ao Oscar de melhor filme estrangeiro na edição de 1968, representando a Iugoslávia.

## Elenco
- Bekim Fehmiu - Beli Bora Perjar
- Olivera Vučo - Lenče
- Bata Živojinović - Mirta
- Gordana Jovanović - Tisa
- Mija Aleksić - Pavle
- Severin Bijelić
- Stojan Decermić - Motorista Hladnjača 1
- Milivoje Đorđević - Sandor
- Rahela Ferari - Igumanija
- Etelka Filipovski - Esposa de Bora
- Milorad Jovanović - Toni
- Zoran Longinović - Islednik
- Branislav-Ciga Milenković
- Bozidar Pavičević-Longa - Motorista Hladnjača 2
- Velizar Petrović